# Ленін (пароплав)
«Ленін» (рос. Ленин, до вересня 1923 року — «Симбірськ») — російський, пізніше радянський вантажно-пасажирський пароплав типу «Пенза», побудований у Данцигу (Німеччина) в 1909 році. 27 липня 1941 року затонув, підірвавшись на міні мінного загородження на південь від мису Сарич (ріг в південно-західній частині Криму). Число загиблих склало, за різними оцінками, від 650 до 4000 людей. Нині — братська могила, пам'ятка підводної культурної спадщини України.

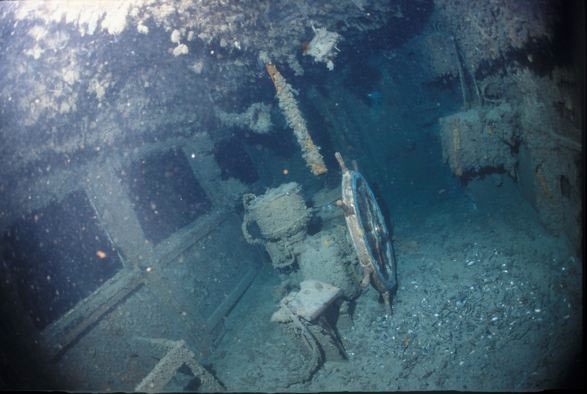
Знімок рубки пароплава «Ленін» зроблений з застосуванням автономного апарата, що опускається, науково-дослідним судном ВМС США «Ендевор», Чорноморська експедиція-2006, травень 2006 року

## Історія
Пароплав був побудований у 1909 році для царської Росії на німецькій судноверфі в Данцигу (нині Гданськ, Польща) як пароплав Добровольного флоту «Симбірськ». Призначався для перевезення пасажирів і вантажів на далекосхідних лініях Росії з портами Китаю і Японії.
У вересні 1923 року за рішенням радянського уряду пароплав доставив у японський порт Нагасакі вантаж для потерпілих від землетрусу. Перед «рейсом гуманітарної допомоги пролетаріату Японії», пароплав був спішно перейменований в «Ленін». Наприкінці 1925 року пароплав перевели на Чорне море, де він був переданий в експлуатацію Чорноморського флоту ЧДП, і здійснював рейси, головним чином, на кримсько-кавказькій лінії. У 1941 році судно було модернізоване.
Перший воєнний рейс пароплав «Ленін» здійснив 12 липня 1941 року з Одеси в Маріуполь з евакуйованими й вантажем цукру на борті. 22 липня, при поверненні в Одесу, пароплав при підході до Одеси був атакований трьома бомбардувальниками, але їх відігнав вогнем крейсер «Комінтерн».
У свій останній рейс «Ленін» вийшов о 22.00 24 липня 1941 року. Пароплав очолював конвой, до якого входили що складався з теплохода «Ворошилов», судна «Березина» і двох шаланд. Однак на траверзі мису Лукул капітан «Ворошилова» доповів, що на теплоході вийшла з ладу машина й він не може рухатися самостійно. Капітан «Леніна» вирішив відбуксирувати «Ворошилов» у Севастополь. Чудом уникши нальотів авіації противника, «Ленін» відбуксирував теплохід у Козачу бухту. Звідки о 19.30 27 липня, судна (крім «Ворошилова» до складу конвою добавився транспорт «Грузія») у супроводі сторожового катера СКА-026 (МО-4) пішли на Ялту. Лоцманську проводку судна виконував військовий лоцман лейтенант І. І. Свистун.
О 23.33 на траверсі мису Сарич на кораблі в районі трюмів № 1 та № 2 по лівому борту стався вибух. Пароплав став осідати носом при крені на правий борт. Протягом 7-10 хвилин транспорт у вертикальному положенні, кормою вгору з працюючими гвинтами, затонув. У зв'язку з швидким затопленням основна маса пасажирів не встигла покинути судно. Рятувальні заходи проводилися транспортами «Грузія» (врятовано близько 300 чол.), «Ворошилов» (до 200 чол.) і катерами. Офіційна кількість загиблих — до 900 осіб. Врятувалося близько 600 осіб (за даними Ялтинської комендатури врятувалося 272 людини). Капітан, троє його помічників і лоцман покинули судно останніми.
Слідчими органами НКВС відпрацьовувалися три версії загибелі судна:
1. Торпедування підводним човном ВМС Румунії «Дельфінул» (рум. Delfinul);
2. Помилки в розрахунках при управлінні судном, вихід за межі фарватеру і підрив на міні оборонного мінного загородження;
3. Підрив на плавучій міні, яка наразі залишається ймовірною причиною загибелі транспорту.

11 серпня 1941 року закрита нарада військового трибуналу ЧФ СРСР, ґрунтуючись на доказах останньої версії, засудила військового лоцмана І. І. Свистуна до розстрілу.
18 серпня 1992 року військовий трибунал Чорноморського флоту розглянув у судовому засіданні кримінальну справу за протестом в порядку нагляду й визначив: «Вирок Військового трибуналу Чорноморського флоту від 12 серпня 1941 року по відношенню до І. І. Свистуна скасувати, а діловодство припинити за відсутністю в його діях складу злочину».
Причини загибелі судна досі не встановлені.
Нині пароплав «Ленін» включений у перелік пам'яток підводної культурної спадщини України як братська могила близько 4000 осіб. Об'єкт № 170-п пароплав ЧДМП «Ленін» лежить на глибині 78 метрів приблизно за 4,6 км від берега поблизу урядової дачі «Зоря».